# Ніхон ґайсі
Ніхон ґайсі (яп. 日本外史, にほんがいし, «Неофіційна історія Японії») — дослідження з історії Японії, написане японським науковцем Раєм Санйо в 1827 році. Подароване Мацудайрі Саданобу. Видане між 1836 — 1837 роками. Складається з 22 томів.

## Короткі відомості
Основною темою «Неофіційної історії Японії» є поява і розвиток самурайства. Дослідження охоплює період з 10 по 18 століття: від часу виникнення самурайських родів Тайра і Мінамото до заснування сьоґунату роду Токуґава. Твір був основною працею Рая Санйо, який упорядковував її понад 20 років. За життя дослідника «Неофіційна історії Японії» ходила в копіях серед японських інтелектуалів, а після його смерті була опублікована в видавництві Мідзо і стала всеяпонським бестселером. В ході реставрації Мейдзі 1869 року переклади цього дослідження вийшли в ряді іноземних держав.
Попри велику популярність, «Неофіційна історії Японії» містила багато фактологічних помилок. Вона була написана з позицій абсолютизації влади Імператора Японії та неперевності Імператорської династії. Іншою провідною ідеєю дослідження було те, що долю історичних урядів Японії визначав не лише провіденціальний фактор — воля «Неба», а й людський — політична «Сила». Інтерпретація історичного процесу, рушієм якого виступають не лише божества, а й люди, була сприйнята схвально багатьма японськими мислителями і спричинилася до оформлення філософсько-політичного руху «Шануймо Імператора, виженемо варварів!»

## Стиль
Автор вирішив відмовитися від хроніки лише правителів (сейсі) та від історії імператорів (хонкі), віддавши перевагу історичним хронікам «сіки» в стилі Сима Цяня, описуючи епохи одну за одною, включаючи як окремі розділи свої власні коментарі (ронсан).